# Qeqertarsuaq (Herbert Ø)
Qeqertarsuaq (duń. Herbert Ø) – niezamieszkana wyspa u zachodnich wybrzeży Grenlandii położona na Morzu Baffina. Powierzchnia wyspy wynosi 222,8 km² a długość jej linii brzegowej to 72,4 km.